# Iñaki Azkuna

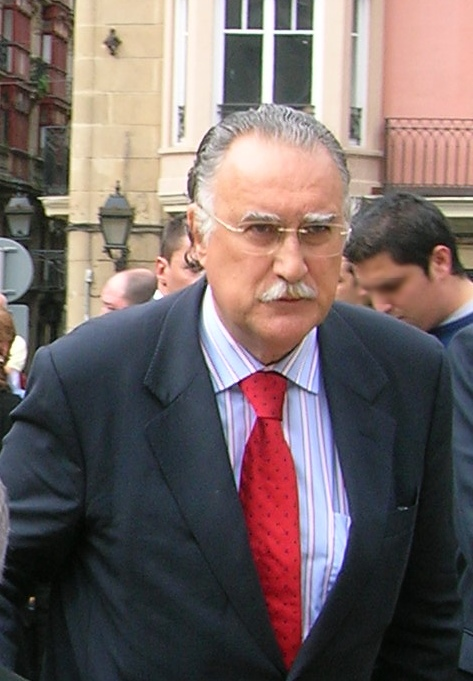
Iñaki Azkuna

Iñaki Azkuna Urreta (14. Februar 1943 in Durango, Spanien – 20. März 2014 in Bilbao, Spanien) war ein spanischer Politiker der Baskischen Nationalistischen Partei und Bürgermeister von Bilbao.

## Biographie
Iñaki Azkuna studierte in Salamanca Medizin und spezialisierte sich auf Radiologie und Kardiologie. Nach seiner Promotion arbeitete er am Krankenhaus der Universität von Paris. Dort lernte er Anabella Dominguez kennen, eine mexikanische Studentin in französischer Philologie, welche später seine Frau werden sollte.
Ab 1973 war er Professor an der Universität des Baskenlandes für physische Medizin und Radiologie und arbeitete im Hospital las Cruces (Baracaldo), wo er ab 1976 die Radiologie leitete. 1981 wurde er Direktor des Krankenhauses.
Seine politische Karriere begann im baskischen Gesundheitsministerium. 1999 wurde er zum Bürgermeister von Bilbao gewählt und verblieb auf dieser Position bis zu seinem Tode. Während seiner Zeit als Bürgermeister wandelte sich Bilbao von einer Industriestadt zu einer Kulturmetropole. Dafür bekam er 2012 den World Mayor Preis.
Er starb am 20. März 2014 an den Folgen von Prostatakrebs.

## Auszeichnungen
- World Mayor, 2012
- Ritter der Ehrenlegion, 2011[2]